# سام كورليت
سام كورليت هو ممثل أسترالي ولد في 23 أبريل 1995.

## روابط خارجية
- سام كورليت على موقع IMDb (الإنجليزية)
- سام كورليت على موقع قاعدة بيانات الفيلم (الإنجليزية)